# 哈基姆·比阿姆鲁·阿拉
阿布·阿里·曼苏尔（羅馬化：Abū ʿAlī al-Manṣūr；985年8月13日—1021年2月13日），尊号哈基姆·比阿姆鲁·阿拉（羅馬化：al-Ḥākim bi-Amr Allāh，直译：「奉真主之命的统治者」），法蒂瑪王朝哈里發，996年至1021年在位。
哈基姆重視文教，創辦知識之家，並免費提供紙筆以供學者遊學。在位期間對基督徒的迫害使他在西方得到「暴戾哈里發」（Mad Caliph）的稱號。他在位後期，德魯茲教逐漸興起。1021年哈基姆於開羅附近失蹤，其子扎希爾繼位。